# Aldo Donati
Aldo Donati (Budrio, Italia, 29 de septiembre de 1910-Roma, Italia, 3 de noviembre de 1984) fue un futbolista italiano que jugaba como centrocampista.

## Fallecimiento
Murió en Roma el 3 de noviembre de 1984 a la edad de 74 años, tras ser asesinado por un pirata del asfalto.

## Selección nacional
Pese a no jugar ningún partido, formó parte de la selección italiana campeona del mundo en 1938.

### Participaciones en Copas del Mundo
| Mundial                        | Sede    | Resultado | Partidos | Goles |
| ------------------------------ | ------- | --------- | -------- | ----- |
| Copa Mundial de Fútbol de 1938 | Francia | Campeón   | 0        | 0     |

## Clubes
| Equipo  | País   | Año       |
| ------- | ------ | --------- |
| Bologna | Italia | 1929-1937 |
| Roma    | Italia | 1937-1943 |
| Inter   | Italia | 1945-1946 |

## Palmarés

### Campeonatos nacionales
| Título  | Equipo  | País   | Año  |
| ------- | ------- | ------ | ---- |
| Serie A | Bologna | Italia | 1936 |
| Serie A | Bologna | Italia | 1937 |
| Serie A | Roma    | Italia | 1942 |

### Copas internacionales
| Título                 | Equipo  | Sede             | Año  |
| ---------------------- | ------- | ---------------- | ---- |
| Copa de Europa Central | Bologna | Bolonia (Italia) | 1932 |
| Copa de Europa Central | Bologna | Bolonia (Italia) | 1934 |
| Copa Mundial de Fútbol | Italia  | Francia          | 1938 |